# Technologie de systèmes ordinés
La Technologie de systèmes ordinés est un programme d'enseignement québécois qui forme des technologues en technologie du génie électrique axé vers l'informatique. La formation est orientée vers la réalisation de systèmes embarqués et  ce, autant du point de vue de la programmation que de la conception matérielle. Ces systèmes embarqués peuvent être utilisés dans plusieurs environnements : commercial (par exemple, les systèmes d'alarme), résidentiel (par exemple, la domotique) ou industriel (par exemple, des contrôles de procédés). L'accent y est particulièrement mis sur les techniques de développement et de conception d'un tel système. Les technologies de l'informatique embarquée et électrique sont donc appliquées à l’électronique dans un contexte d’automatisation et de cueillette d’informations par le biais de composantes électroniques autonomes qui seront traités par programmation. De tel systèmes peuvent être assistés ou non par ordinateur.
Cette technique relève officiellement du secteur d'activité économique de l'électrotechnique. Au niveau de l'éducation, cette discipline fait partie de la famille des techniques physique aussi nommé technique de l'ingénieur. La technologie de systèmes ordinés est enseignée au collégial dans les départements des technologies du génie électrique. Bien que cette discipline de niveau collégial soit considérée comme une branche des technologies du génie électrique en vertu du système d'éducation québécois, cette technique semble beaucoup plus reliée avec le génie informatique et peut donc être considérée comme en quelque sorte une technique collégiale du génie informatique.

## Spécialités du diplôme technique d’études collégiales
- Généralistes en électronique et systèmes informatiques
- Formation optimisée dans la mise au point de logiciels et de matériels en interaction avec des systèmes à base de microprocesseurs et microcontrôleurs embarqués.

## Quelques tâches techniques typiques
- Lire, écrire et élaborer les programmes d'un système ordiné
- Dessiner des schémas de circuits, réaliser des prototypes de systèmes ordinés et de ses composantes ainsi que des procédures de mise au point.
- Choisir, agencer et configurer les parties logicielles et matérielles d'un système ordiné pour les incorporer dans une application en temps réel.
- Faire l'installation, l'entretien ainsi que la modification des systèmes informatisé utilisé pour l'acquisition et le traitement des données ou les contrôles de procédés.
- Faire l'utilisation courante des outils de dessin assisté par ordinateur (DAO) et de conception assistée par ordinateur (CAO).

## Reconnaissances et ordre professionnel
- Les étudiants et diplômés de ce programme peuvent faire partie de l'Ordre des technologues professionnels du Québec

## Possibilité d'études universitaires
Les études collégiales terminées, les possibilités d’études au niveau universitaire sont possibles. Les diplômés de ce programme ont accès directement à diverses études universitaires en génie offert par l'École de technologie supérieure (ETS) (site web) ainsi que l'université de Sherbrooke.

## Les compétences développées
Voici la liste des compétences développé par ce programme d'enseignement :
- Traiter l’information relative aux réalités du milieu du travail en technologie de systèmes ordinés
- Traiter l’information technique
- Résoudre des problèmes de mathématiques liés à la technologie de systèmes ordinés
- Diagnostiquer un problème d’électronique analogique
- Diagnostiquer un problème d’électronique numérique
- Diagnostiquer un problème lié à un circuit de base à microprocesseur
- Diagnostiquer un problème lié à un réseau d’un système ordiné
- Dépanner un système ordiné
- Communiquer en milieu de travail
- Dessiner des schémas électroniques
- Planifier un projet relatif à un système ordiné
- Concevoir des circuits imprimés
- Réaliser le prototype d’un système ordiné
- Effectuer l’intégration et l’installation de composants d’un système ordiné
- Rédiger des procédures relatives à des systèmes ordinés
- Programmer des systèmes ordinés
- Modifier la programmation de systèmes ordinés
- Effectuer des activités d’optimisation d’un système ordiné
- Effectuer des activités de conception d’un système ordiné

## Outils technologiques et de programmation utilisés en technologie de systèmes ordinés
- Langage général : C / C++
- Langages dédiés : VHDL, ASM et C sur microcontrôleurs PIC, GRAFCET, ABEL
- DAO et CAO :  Orcad Capture et Layout, Electronic Workbench
- Réseaux : Novell, Windows NT
- Systèmes d'exploitation : DOS, Linux, Windows
- Outils de développement :  Borland C++ Builder, LabView, MPLAB, Visual C++, CCS PICC, Visual C#

## Les disciplines couvertes
- Les technologies du génie électrique
  - Modèles mathématiques et physiques
  - Électronique Analogique et numérique
- Technique et programmation des systèmes électroniques et informatiques dans des systèmes temps réel
  - Réalisation de logiciels de commandes
- Des notions d'Informatique industrielle
  - Réalisation de systèmes de commandes
  - Automatisation Industriel
- Notion de configuration et gestion de réseaux informatiques
- Conception de schémas électroniques et de circuit imprimés.
- Quelques éléments des télécommunications
  - Transmission de données numériques

## Exemples d’emplois visés
Les technologues diplômés dans cette branche pourront exercer les métiers suivants dans le domaine de l'électronique :
- Technicien d'atelier de réparation : Effectuer la réparation et l'ajustement d'équipements électroniques de nature commerciale et domestique.
- Technicien industriel (technicien en robotique) : tester et vérifier des produits électroniques-programmables dans une chaine de montage ainsi que de dépanner des systèmes électroniques ou électromécaniques.
- Technicien en laboratoire : réaliser des montages expérimentaux de prototypes dans un projet conduit et supervisé par des ingénieurs.
  - Technicien orienté vers la programmation de logiciels d'interfaçages, de circuits intégrés et de microcontrôleurs
  - Technicien orienté vers la conception de circuits imprimés
- Technicien de services : faire partie du personnel d'installation, de maintenance et de réparation des systèmes informatiques, systèmes de sécurité et autre systèmes embarqués :
  - Spécialiste en matériel informatique.
  - Spécialiste en mini-ordinateur et micro-ordinateur.
  - Spécialiste en télécommunication orienté informatique.
- Assistant ingénieur : assister directement l'ingénieur en prenant une part active dans les choix de conception et d'implantation d'un projet.
- Rédacteur technique : créer les artéfacts ainsi que la documentation relative à la conception et à l'élaboration d'un projet ainsi que la documentation destinée aux clients et aux utilisateurs finaux.
- Représentant et conseiller technique : représentant pour des produits de hautes technologies dans des firmes spécialisées

## Exemple d'endroits de travaux visés
Les technologues de cette profession seront amenés à travailler dans des petites et moyennes entreprises (PME) de types différents tels que :
- Les fabricants d'ordinateurs
- Les firmes d'ingénieurs-conseils
- Les industries manufacturières
- Les fabricants d'appareils de télécommunication
- Les fabricants d'appareils électroniques
- Les centres informatiques

## Établissements d'enseignement offrant le programme
- Collège Gérald-Godin (Montréal) (Programme de TSO du Collège Gérald-Godin)
- Collège Vanier (Montréal)
- Collège de Maisonneuve (Montréal)
- Collège Lionel-Groulx (Sainte-Thérèse)
- Cégep Limoilou (Ville de Québec)    (Programme de TSO)
- Cégep de Sherbrooke (Sherbrooke)    (Programme des Technologies du Génie Électrique)
- Cégep de l'Outaouais (Gatineau)